# Mèmnon de Rodes
Mèmnon (grec antic: Μέμνων; vers 375 aC-333 aC) fou un general rodi al servei de Pèrsia. Era germà de Mèntor de Rodes.
Poliè esmenta una campanya seva anterior al 353 aC, contra el rei Leucó del Bòsfor (mort el 353 aC). La seva germana estava casada amb Artabazos II, sàtrapa de Dascilios, i el 354 aC es va unir al seu cunyat en la revolta contra Artaxerxes II de Pèrsia. Derrotats els rebels, Artabazos II, Mèmnon i el seu germà Mèntor de Rodes van fugir a la cort del rei Filip II de Macedònia. Va arribar a Macedònia i va romandre a la cort de Filip deu anys. Allí es va trobar amb el príncep Alexandre, el futur rei, i el filòsof Aristòtil.
Mèntor va fer un gran servei al rei de Pèrsia en la guerra contra el rebel Nectabeu d'Egipte, i en acabar la guerra el 349 aC el rei persa va oferir a Mèntor el comandament de les forces contra els sàtrapes rebels de l'Anatòlia. Quan el rei Artaxerxes III de Pèrsia va demanar a Mèntor com li podia pagar els serveis, li va dir que cridant de l'exili a son germà Mèmnon i al seu cunyat Artabazos II, els quals així van poder tornar a Pèrsia el 342 aC.
El 340 aC va morir Mèntor, i la seva dona Barsine es va casar amb Mèmnon; aquest també el va succeir en els comandaments que abraçaven tota la costa d'Àsia Menor.
Quan Alexandre el Gran va envair Àsia, Mèmnon, junt amb els sàtrapes Espitridates i Arsites va reunir un exèrcit que es va situar a la vora del riu Grànic. Mèmnon considerant les forces insuficients, va recomanar una retirada deixant buit el país però el consell no fou seguit. Derrotats els perses, Mèmnon va enviar a la seva dona i fills a Darios III de Pèrsia com a penyora de la seva fidelitat i el rei li va respondre conferint-li el comandament suprem a l'Àsia occidental. Va defensar Halicarnàs contra Alexandre amb gran eficàcia fins que ja no fou possible més resistència, i llavors va cremar la ciutat i junt amb Orontobates de Cària va fugir a Cos.
Es va proposar portar la guerra a Grècia atacant el Regne de Macedònia. Darios el va proveir de tot el que tenia al seu abast, reforços i diners, amb els quals va reclutar un exèrcit mercenari i una flota de 300 vaixells i al front d'aquestes forces, comandades conjuntament amb Farnabazos III, va atacar Quios i després va anar a Lesbos on va ocupar diverses ciutats però va perdre molt de temps en la conquesta de Mitilene; en aquesta ciutat es va posar malalt i va morir el 333 aC. La seva pèrdua fou irreparable pels perses; degut als seus èxits els espartans es preparaven per unir-se a ell contra els macedonis i fer la guerra a Grècia el que hagués fet impossible les conquestes a Àsia d'Alexandre.